# Cynthia Potter
Cynthia „Cindy” Ann Potter, później McIngvale (ur. 27 sierpnia 1950 w Houston) – amerykańska skoczkini do wody, brązowa medalistka olimpijska z Montrealu.
Brała udział w dwóch igrzyskach olimpijskich (IO 72, IO 76). W 1976 zdobyła brąz w skokach z trampoliny trzymetrowej. W tej konkurencji zdobyła srebro mistrzostw świata w 1978 oraz zwyciężyła na igrzyskach panamerykańskich w 1975. 
W 1987 została przyjęta do International Swimming Hall of Fame.